# La caduta di Troia (film 1911)
La caduta di Troia è un film muto italiano del 1911 diretto da Giovanni Pastrone e Luigi Romano Borgnetto.
È il primo adattamento cinematografico a noi pervenuto dell'Iliade omerica. Il film è stato prodotto dalla Itala Film di Torino ed è stato il primo vero successo internazionale del regista di Cabiria. Dal punto di vista tecnico, era ancora composto da inquadrature fisse; non era, quindi, ancora presente l'innovazione del carrello, sperimentata da Pastrone solo a partire dal 1914.

## Trama
Mentre si accompagna con una lira, Omero, racconta la storia della distruzione della città di Troia a causa della rivalità d'amore tra Paride e Menelao per Elena. Dopo essersi congedato dalla moglie Elena, il re Menelao a bordo di un cocchio attraversa le strade di Sparta. Nel frattempo giunge alla reggia un ambasciatore di nome Paride che alla visione di Elena se ne innamora perdutamente.In un primo tempo Elena non cede alle lusinghe del giovane ma a seguito dell'intervento di Venere si abbandona all'amore venendo trasportata su di un cocchio volante, insieme all'amato, a Troia. Non appena Menelao viene a conoscenza della cosa, raduna un gruppo di eroi greci i quali sono pronti ad aiutarlo a vendicarsi dell'oltraggio subito.
Mentre Elena e Paride si godono il loro amore e i relativi festeggiamenti all'interno di Troia, nella baia vicina alla città, approdano le navi greche con a bordo gli uomini di Menelao pronti per sferrare il loro attacco a Troia. Nonostante l'impetuoso assedio portato a termine dai greci, i troiani riescono a resistere. A questo punto i greci decidono di costruire un gigantesco cavallo di legno e lo abbandonano davanti alle mura della città fingendo di ritirarsi.
I troiani, a seguito della ritirata degli uomini di Menelao, decidono di trascinare il cavallo all'interno della città proseguendo con i loro festeggiamenti. Durante la notte, però, dal cavallo gigante escono alcuni greci che, approfittando del sonno dei troiani, saccheggiano e danno alle fiamme la città. Elena e Paride si svegliano di soprassalto e fuggono da una finestra ma non appena arrivano nel salone del palazzo si trovano di fronte Menelao che uccide Paride e rapisce Elena mentre sullo sfondo si vede la città di troia distrutta.

## Produzione
Oltre 800 attori sono stati coinvolti nelle riprese per quello che veniva definito come il progetto più ambizioso che nessuno aveva ancora tentato nel mondo del cinema.

## Promozione
Come testimoniano alcuni manifesti pubblicitari dell'epoca, il film ha goduto di una promozione a livello internazionale.

## Distribuzione
La pellicola è stata distribuita a partire dal 1911 ed è conosciuta anche con i seguenti titoli:
- Brasile - (A Queda de Tróia)
- Danimarca - (Trojas Fald)
- Finlandia - (Trojan kukistus)
- Francia - (La chûte de Troie)
- Paesi Bassi - (De val van Troje)
- Regno Unito - (The Fall of Troy)
- Stati Uniti d'America - (The Fall of Troy)
- Spagna - (La caida de Troya)
- Ungheria - (Trója eleste)

## Accoglienza

### Pubblico
Lungo 600 metri e proiettato senza interruzione in mezz'ora di spettacolo, non impiegò troppo tempo per farsi apprezzare specialmente a livello internazionale.
Il successo ottenuto dalla pellicola, infatti, fu determinante nel portare ai massimi livelli la Itala Film in quegli anni.  In Italia non riscosse un consenso particolarmente rilevante, ma nel resto d'Europa e negli Stati Uniti venne accolta con molto entusiasmo. Facendo conoscere ed apprezzare, ad un pubblico straniero, le prodezze del nascente cinema italiano.
Il successo ottenuto dalla pellicola negli USA permise anche l'apertura nel 1913 di una succursale dell'Itala Film a New York.

### Critica
Un critico del New York Dramatic Mirror, nell'aprile del 1911 scriveva: «questo spettacolare ed interessantissimo film dimostra, dal punto di vista drammatico, a quali altezze può pervenire l’arte cinematografica. Le scenografie abbracciano una vera città e in tutto il film viene mantenuta una incantevole profondità di prospettiva, attraverso la quale si ammira un’intera armata di cittadini e di soldati brulicare in fitte schiere. Nelle scene della distruzione di Troia uno s’accorge di trovarsi di fronte ad una incomparabile produzione di grande bellezza e di molteplici meriti artistici.»
Un critico del Moving Picture World, un altro giornale di New York, una decina di giorni dopo sciveva: «La domanda che si ode da ogni parte: Hai visto La Caduta di Troia?, conferisce a questa grande e spettacolare produzione il sigillo del film della settimana.»

## Restauro
Nel 2005 il film è stato restaurato dalla Cineteca di Bologna in collaborazione con il Museo nazionale del cinema di Torino e la Cineteca del Friuli. Il restauro è stato effettuato dal Laboratorio "L'Immagine Ritrovata" ed ha avuto inizio a partire dai nitrati conservati presso la Cineteca di Bologna, il Filmmuseum di Amsterdam, la Cineteca di Milano e l'Archive Film Agency di Bob Geoghegan. Le didascalie italiane mancanti, invece, sono state ricostruite basandosi su quelle del visto di censura conservato presso il Museo Nazionale del Cinema.